# Arancel

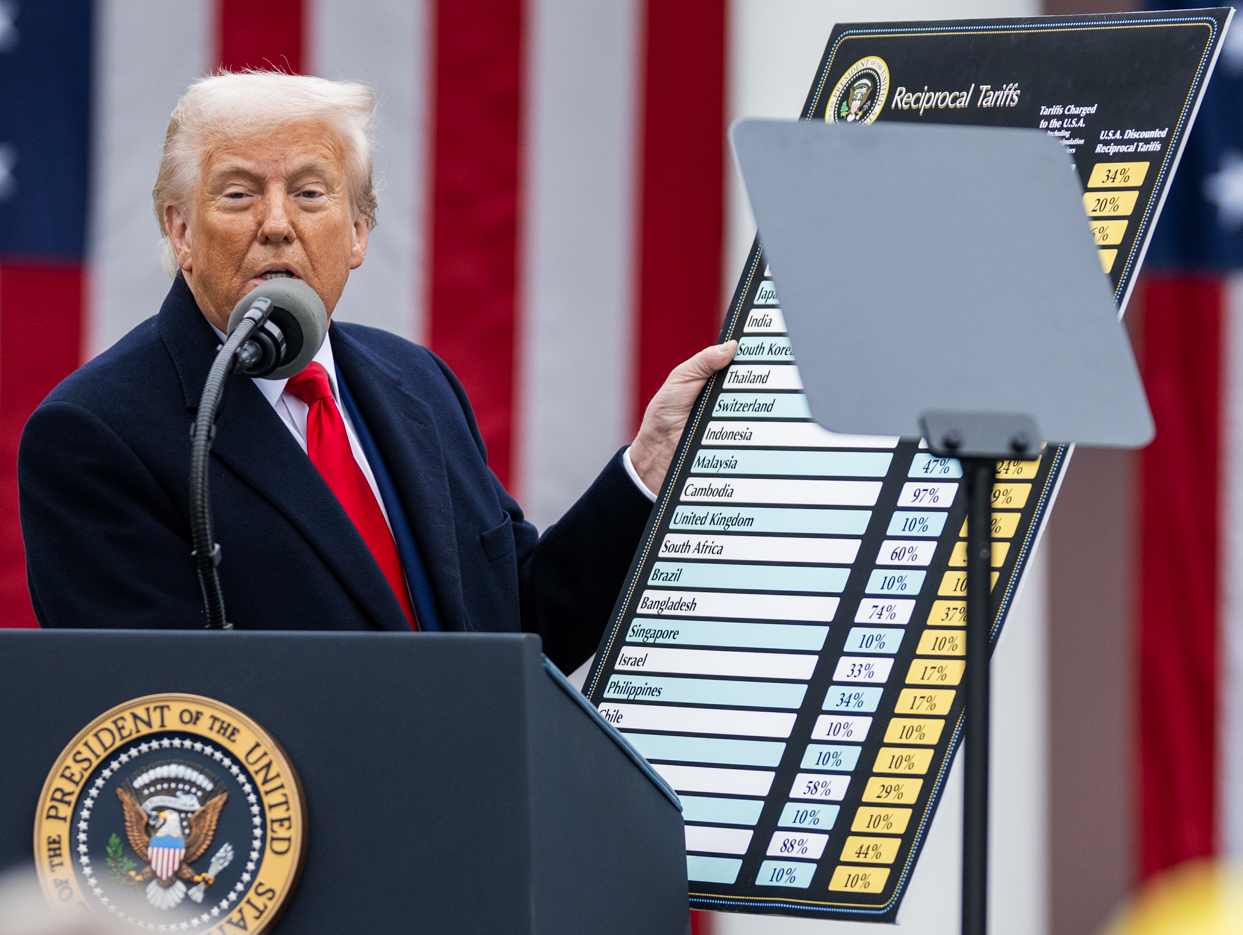
Donald Trump anunciando aranceles, 2 de abril de 2025

Un arancel (del árabe andalusí: الأَنْزِالْ‎, al-ʔanzél, a su vez del árabe إِنْزَال‎, ʔinzāl ‘el alojamiento’)es un tributo que se aplica al transporte de mercancía, es decir, a todos los bienes que son objeto de exportación e importación. Por extensión, se refiere a toda clase de tributos. El más frecuente es el impuesto que se cobra sobre las importaciones, mientras los aranceles sobre las exportaciones son menos corrientes; también pueden existir aranceles de tránsito que gravan los productos que entran en un país con destino a otro.
Cuando un buque llega a un puerto aduanero, un oficial de aduanas inspecciona el contenido de la carga y aplica un impuesto de acuerdo con la tasa estipulada para el tipo de producto. Debido a que los bienes no pueden ser nacionalizados (incorporados a la economía del territorio receptor) hasta que no sea pagado el impuesto, es uno de los impuestos más sencillos de recaudar, y el costo de su recaudación es bajo. El contrabando es la entrada, salida y venta clandestina de mercancías sin satisfacer los correspondientes aranceles.
Existe un consenso casi unánime entre los economistas de que los aranceles son contraproducentes y tienen un efecto negativo en el crecimiento económico y el bienestar económico, mientras que el libre comercio y la reducción de barreras comerciales tienen un efecto positivo en el crecimiento económico.
 Aunque la liberalización del comercio puede provocar en ocasiones pérdidas y ganancias y distribuidas de manera desigual, y puede causar a corto plazo una perturbación económica para los trabajadores de sectores que compiten con las importaciones, el libre comercio ofrece ventajas al reducir el costo de bienes y servicios tanto para productores como para consumidores. La carga económica de los aranceles recae sobre el importador, el exportador y el consumidor. Frecuentemente diseñados para proteger industrias específicas, los aranceles pueden volverse en contra y perjudicar a las industrias que pretendían proteger, al aumentar el costo de insumos y provocar represalias arancelarias. Los aranceles a la importación también pueden perjudicar a los exportadores nacionales ya que perturban las cadenas de suministro y aumentan sus costos de producción.

## Factores de clasificación
— Comerciales: Facilitación del comercio, menor tiempo de operación, inclusión de productos nuevos.
— Control: Datos estadísticos, facilitación de fiscalización y programas de fomento al comercio.
— Seguridad: Mecanismos de protección a la población, flora y fauna, identificación de mercancías, sensibles, peligrosas, controladas, etc.

## Tipos de arancel
Hay cuatro tipos de aranceles:
- Ad valorem: Representa un porcentaje fijo sobre el valor de un producto, de acuerdo con el valor en aduana, que puede ser de importación o exportación. Es similar a un impuesto proporcional puesto que su valor no se modifica conforme a la base fiscal. Por ejemplo, 5 % de arancel, significa que el arancel de importación es 5 % del valor de la mercancía en cuestión. Sin embargo, si la autoridad tiene dudas o sospechas que las mercancías no tienen el valor declarado pueden aplicar métodos de valoración.[16]
- Específico: Se impone en términos de cargas o cobros monetarios específicos por unidad física de producto, se aplica desde una perspectiva cuantitativa y, regularmente, a la importación. Se fija en concordancia con el número de unidades que llegan al país importador y no de acuerdo con el precio o valor de las importaciones.[17] Por ejemplo, cien dólares por tonelada métrica de la mercancía.
- Mixto: Ambos aranceles (ad valorem y específico) se aplican, es decir, se cobrará cierta cantidad por unidad además de un porcentaje fijo por el valor de cada producto.
- Compuesto: Se trata de un arancel ad valorem fijando un mínimo o un máximo de percepción. También puede ser un arancel específico que se aplicará cuando el ad valorem no alcance un mínimo o sobrepase un máximo. El arancel compuesto neutraliza la desventaja de costos de los fabricantes nacionales que resulta de una protección arancelaria otorgada a los proveedores nacionales de las materias primas, y la porción ad valorem del impuesto otorga protección a la industria de productos terminados.[18]

Además de la clasificación ya mencionada los aranceles pueden tener diferentes modalidades: 
a) Arancel-cupo: Se aplica cuando se establece un nivel arancelario para cierta cantidad o valor de las mercancías y una tasa diferente a la  mercancía que exceda del monto señalado 
b) Arancel-estacional: es decir que el monto a pagar por la cantidad de mercancía que se importa o exporta varía de acuerdo a la época del año en la que se realice la transacción.

## Efectos del arancel
Un arancel impuesto a una mercancía generalmente eleva su precio, esto ocasiona un menor consumo al esperado del producto importado y por lo tanto se reducen las importaciones, esto favorece a la industria nacional (que puede ser naciente), se crea un comercio estratégico y sobre todo una protección contra las prácticas desleales de comercio exterior que sin duda es lo primordial en el establecimiento de un arancel a un producto de importación, también es por ello que a la exportación la mayoría de las cuotas son exentas, puesto que lo que se busca es fomentar la exportación de productos nacionales y abarcar un mayor mercado internacional.
Los efectos fundamentales que provoca un arancel a la importación, en la economía de un país son los siguientes:
- El efecto fiscal supone un incremento de la recaudación del Estado y en el caso de los productos con demandas inelásticas (demanda de productos indispensables), mayor será la recaudación fiscal, ejemplo de ello son los aranceles a la importación de la gasolina. Los recursos que se generan por esta vía cada vez tienen una menor importancia relativa, dentro de los ingresos del Estado de los países industrializados, mientras que tienen una mayor importancia cuantitativa en los ingresos de los países en vía de desarrollo.[cita requerida]
- Disminución de las importaciones y por tanto del consumo de los productos sometidos al arancel, y mejora de la posición de la balanza comercial de los países.[cita requerida]
- Aumento del precio de los productos objeto de arancel en el mercado nacional, es por tanto negativo para el consumidor.  Además de impulsar al país a utilizar recursos ineficientemente sacrificando la producción[cita requerida]
- Aumento de la producción nacional de bienes con arancel. La imposición de un arancel tiene dos caras, por un lado, sirve de protección al permitirle a las empresas instaladas crecer exentas de la competencia del mercado internacional, y por otro lado, un exceso de protección puede producir que el protegido elabore un producto en condiciones de ineficiencia por cuanto esta producción se obtiene sin la carga del arancel y a costes por encima de los internacionales,[cita requerida] desviando recursos que se utilizarían para producir otros bienes con mayores ventajas competitivas.

## Arancel óptimo
El arancel óptimo es aquel arancel que maximiza el bienestar o la utilidad de un país. El argumento de este arancel se basa en la idea de que cuando un país grande establece un arancel sobre las importaciones de un determinado producto «AA», este arancel provoca una reducción de la demanda mundial y una disminución del precio mundial del bien AA. El país que importa tendrá un volumen menor de comercio pero a precios más favorables. El óptimo será el punto donde las ganancias de la mejoría de los términos de importación se igualen a las pérdidas consecuencia del menor volumen de cantidad importada. Este argumento solo es válido para países grandes, cuya demanda sea capaz de influir en el precio mundial de un producto.
El arancel óptimo representa un argumento seguro en favor de los aranceles, que provoca un empobrecimiento de los países vecinos, con lo que el peligro radica en las represalias de los demás países que podrían tomar medidas similares. A la larga esta situación no podría mejorar el bienestar económico mundial ni el individual.

## Aranceles de represalia
Determinadas posturas están de acuerdo en que un mundo de libre comercio es la mejor solución al comercio internacional,[cita requerida]sin embargo indican que en el estado actual de la economía,  mientras que haya países que limiten las importaciones o discriminen los productos extranjeros, no existe otro remedio que emplear el mismo juego para defenderse. Se estará de acuerdo con el libre comercio mientras se empleen las mismas condiciones en todos los países.
Este argumento no está bien fundamentado, cuando un país eleva sus aranceles, tiene un efecto similar a que se elevaran sus costes de transporte. Se encontraría un símil para el hecho de que si un país decidiera frenar su comercio minando sus puertos, los demás no deberían tomar la misma decisión; de igual forma si un país decide reducir su actividad económica imponiendo aranceles sobre sus importaciones[cita requerida], no sería sensato que los demás siguiesen ese mismo comportamiento. Los estudios históricos muestran que los aranceles de represalia suelen llevar a otros países a elevar aún más los suyos y que raras veces constituyen un arma de negociación eficaz para la reducción multilateral de los aranceles.

## Protección no arancelaria
Para defender a una economía de los posibles efectos negativos del comercio internacional se puede utilizar los aranceles y también otro tipo de barreras no arancelarias como son:
- Contingente, que consiste en una limitación del número de unidades que pueden ser importados.
- Control de cambios. Mediante la restricción de divisas y el establecimiento de tipos de cambio distintos según la mercancía que se importa.
- Subsidios a la producción. Subvencionar una producción para competir con las importaciones.
- Impuestos sobre el consumo de bienes importados.[22]
- Establecimiento de trabas administrativas que obstaculicen la entrada de productos extranjeros.

## Sistema Armonizado de Nomenclatura
A los efectos de la evaluación de los derechos de aduana, los productos reciben un código de identificación que se conoce como código de la Clasificación arancelaria. Este código fue desarrollado por la Organización Mundial de Aduanas con sede en Bruselas. Un código de 'Sistema Armonizado' puede tener de cuatro a diez dígitos. Por ejemplo, 17.03 es el código SA para la melaza procedente de la extracción o refinación del azúcar. Sin embargo, dentro de 17.03, el número 17.03.90 significa «Melaza (excluida la melaza de caña)».

## Historia

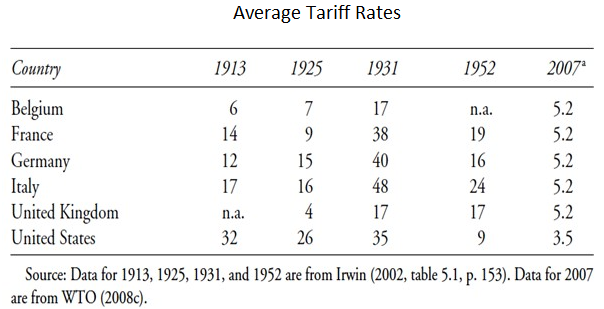
Tipos arancelarios medios para países seleccionados (1913-2007)

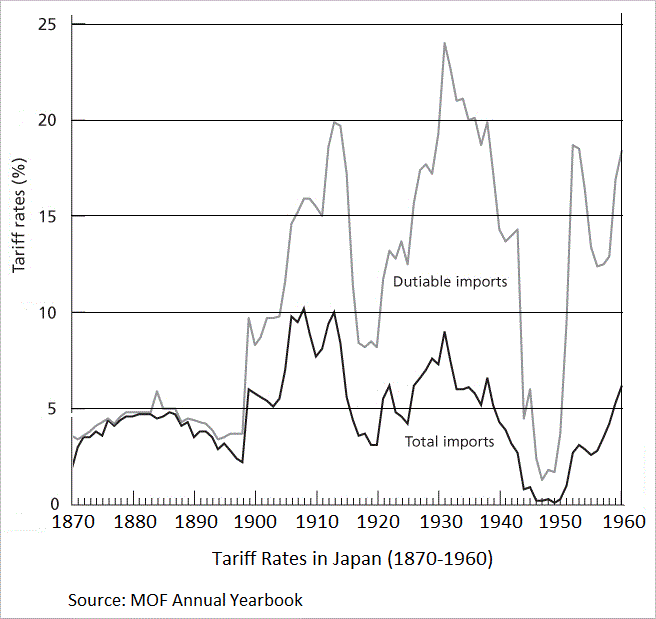
Tasas arancelarias en Japón (1870-1960)

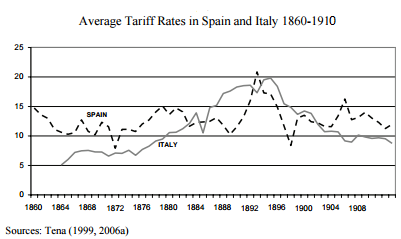
Tipos arancelarios medios en España e Italia (1860-1910)

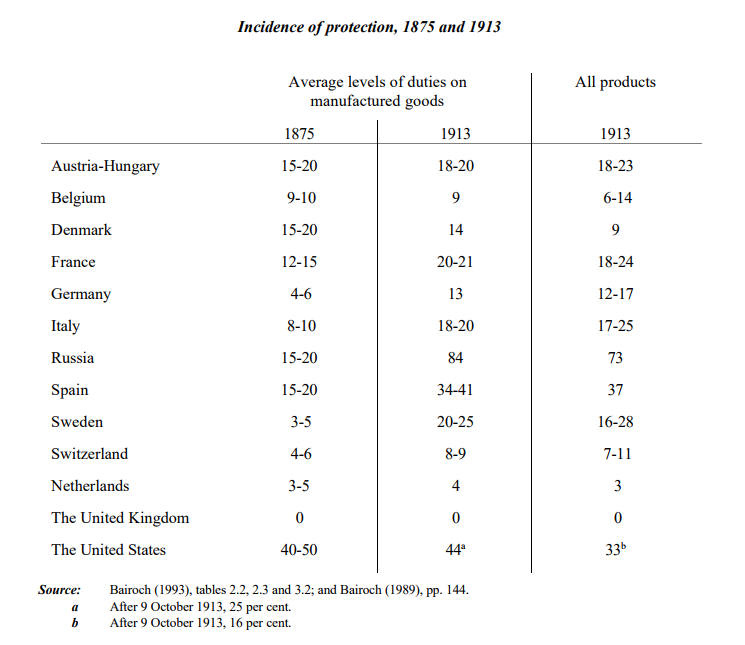
Niveles medios de derechos, 1875 y 1913.

### Antigua Grecia
En la ciudad estado de Atenas, el puerto del Pireo impuso un sistema de gravámenes para aumentar los impuestos para el gobierno ateniense. El grano era un producto clave que se importaba a través del puerto y El Pireo era uno de los principales puertos del Mediterráneo oriental. Se impuso un impuesto del 2 % a las mercancías que llegaban al mercado a través de los muelles del Pireo. A pesar de la guerra del Peloponeso anterior al año 399 a. C., El Pireo había documentado unos ingresos fiscales en concepto de derechos portuarios. El gobierno ateniense también impuso restricciones al préstamo de dinero y al transporte de cereales que sólo se permitirían a través del puerto del Pireo. 

### Gran Bretaña
En el siglo XIV, Eduardo III (1312-1377) tomó medidas intervencionistas, como la prohibición de la importación de telas de lana en un intento de desarrollar la fabricación local de telas de lana. A partir de 1489, Enrique VII tomó medidas como aumentar los derechos de exportación de la lana en bruto. Los monarcas Tudor, especialmente Enrique VIII e Isabel I, utilizaron el proteccionismo, los subsidios, la distribución de derechos de monopolio, el espionaje industrial patrocinado por el gobierno y otros medios de intervención gubernamental para desarrollar la industria lanera, lo que llevó a que Inglaterra se convirtiera en la mayor nación productora de lana del siglo. mundo.
En 1721 se produjo un punto de inflexión proteccionista en la política económica británica, cuando Robert Walpole introdujo políticas para promover las industrias manufactureras. Estos incluyeron mayores aranceles sobre los bienes manufacturados extranjeros importados y subsidios a las exportaciones. Estas políticas fueron similares a las utilizadas por países como Japón, Corea y Taiwán después de la Segunda Guerra Mundial. Además, en sus colonias, Gran Bretaña impuso una prohibición a las actividades manufactureras avanzadas que no quería que se desarrollaran. Gran Bretaña también prohibió las exportaciones de sus colonias que competían con sus propios productos en el país y en el extranjero, lo que obligó a las colonias a dejar las industrias más rentables en manos de Gran Bretaña.
Las políticas proteccionistas de promoción industrial continuaron hasta mediados del siglo XIX. A principios de ese siglo, el arancel promedio sobre los productos manufacturados británicos era alrededor del 50 %, el más alto de todos los principales países europeos. Así, según el historiador económico Paul Bairoch, el avance tecnológico británico se logró «detrás de barreras arancelarias elevadas y duraderas». En 1846, la tasa de industrialización per cápita del país era más del doble que la de sus competidores más cercanos. Incluso después de adoptar el libre comercio para la mayoría de los bienes, Gran Bretaña continuó regulando estrechamente el comercio de bienes de capital estratégicos, como maquinaria para la producción en masa de textiles.
El libre comercio en Gran Bretaña comenzó en serio con la derogación de las Leyes del Maíz en 1846, lo que equivalía al libre comercio de cereales. Las Leyes del Maíz se aprobaron en 1815 para restringir las importaciones de trigo y garantizar los ingresos de los agricultores británicos; su derogación devastó la antigua economía rural de Gran Bretaña, pero comenzó a mitigar los efectos de la Gran Hambruna en Irlanda. También se abolieron los aranceles sobre muchos productos manufacturados. Pero mientras el liberalismo avanzaba en Gran Bretaña, el proteccionismo continuó en Europa continental y en Estados Unidos.
El 15 de junio de 1903, el Secretario de Estado de Asuntos Exteriores, Henry Petty-Fitzmaurice, quinto marqués de Lansdowne, pronunció un discurso en la Cámara de los Lores en el que defendió las represalias fiscales contra los países que aplicaban aranceles elevados y cuyos gobiernos subvencionaban los productos vendidos en Gran Bretaña (conocidos como «productos premium», más tarde llamado «dumping»). La represalia iba a tomar la forma de amenazas de imponer aranceles en respuesta a los bienes de ese país. Los unionistas liberales se habían separado de los liberales, que defendían el libre comercio, y este discurso marcó un punto de inflexión en el deslizamiento del grupo hacia el proteccionismo. Lansdowne argumentó que la amenaza de aranceles de represalia era similar a ganarse el respeto en una sala de pistoleros apuntando con un arma grande (sus palabras exactas fueron «un arma un poco más grande que la de todos los demás»). El «gran revólver» se convirtió en un eslogan de la época, utilizado a menudo en discursos y caricaturas.
En respuesta a la Gran Depresión, Gran Bretaña finalmente abandonó el libre comercio en 1932 y reintrodujo aranceles a gran escala, notando que había perdido su capacidad de producción ante países proteccionistas como Estados Unidos y la Alemania de Weimar.

### Estados Unidos

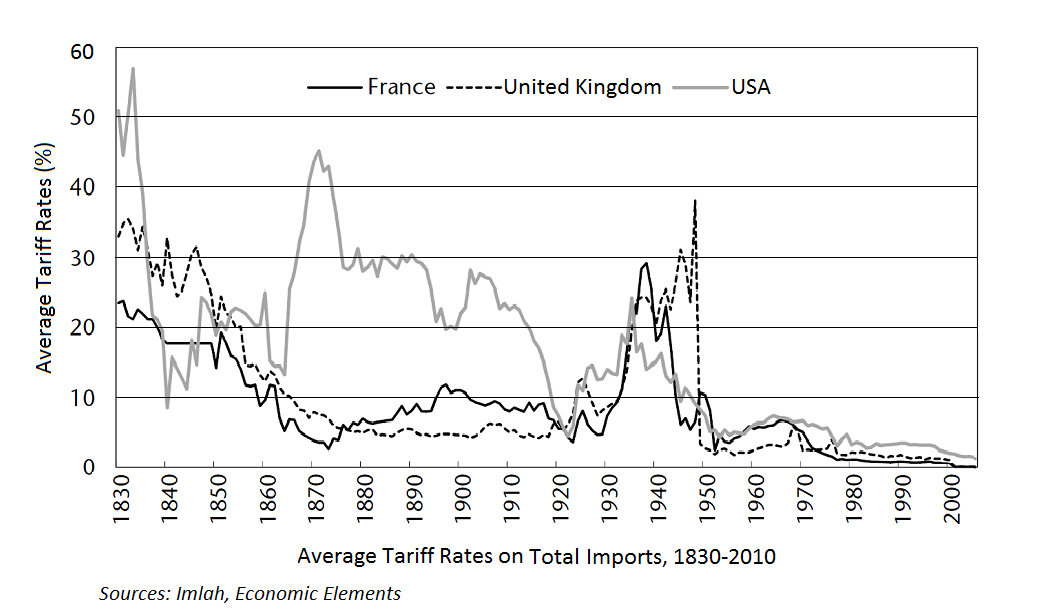
Tipos arancelarios medios (Francia, Reino Unido, EE. UU.)

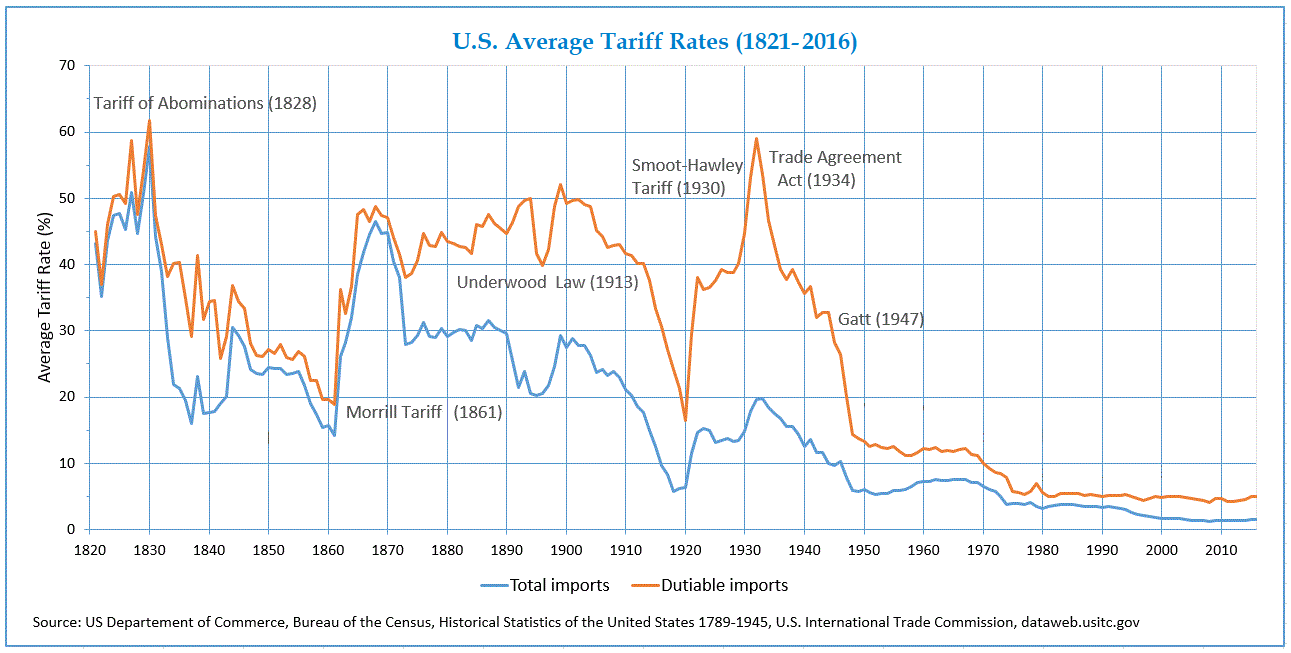
Tasas arancelarias promedio en EE. UU. (1821-2016)

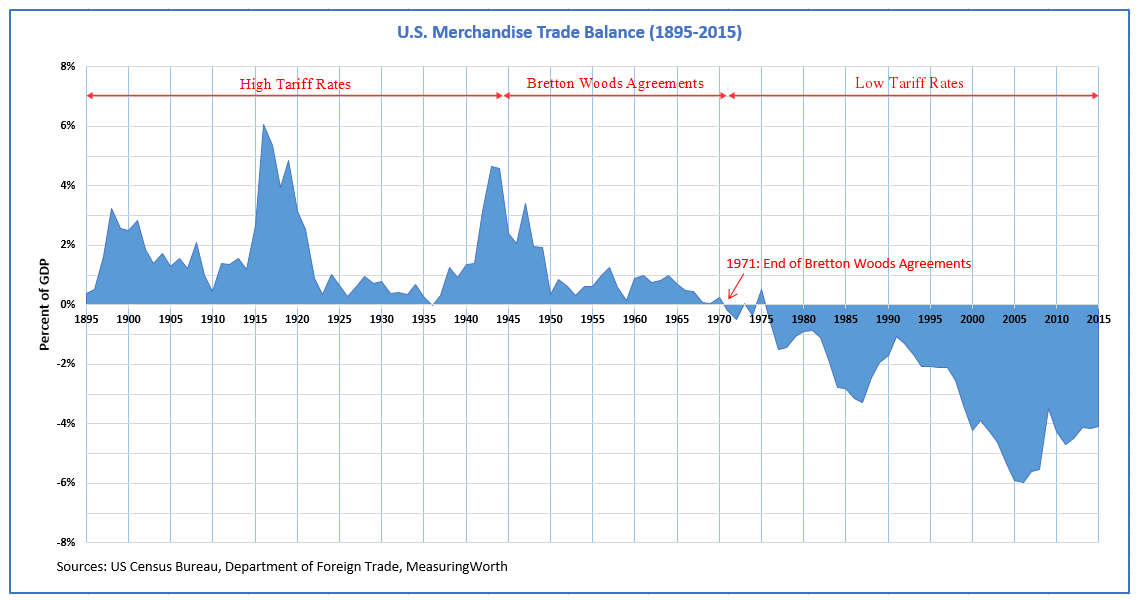
Balanza comercial y política comercial de Estados Unidos (1895-2015)

Antes de que la nueva Constitución entrara en vigor en 1788, el Congreso no podía recaudar impuestos: vendía tierras o pedía dinero a los estados. El nuevo gobierno nacional necesitaba ingresos y decidió depender de un impuesto a las importaciones con el Arancel de 1789. La política de Estados Unidos antes de 1860 era la de aplicar aranceles bajos «sólo para obtener ingresos» (ya que los derechos seguían financiando al gobierno nacional).
La Ley de Embargo de 1807 fue aprobada por el Congreso de los Estados Unidos ese año en respuesta a la agresión británica. Si bien no es un arancel per se, la Ley prohibió la importación de todo tipo de productos manufacturados, lo que provocó una enorme caída en el comercio estadounidense y protestas en todas las regiones del país. Sin embargo, el embargo también tuvo el efecto de lanzar nuevas industrias nacionales emergentes en todos los ámbitos, en particular la industria textil, y marcó el comienzo del sistema manufacturero en los Estados Unidos.
En 1828 se intentó imponer un arancel alto, pero el Sur lo denunció como un «arancel de abominaciones» y casi provocó una rebelión en Carolina del Sur hasta que fue reducido.
Entre 1816 y el final de la Segunda Guerra Mundial, Estados Unidos tenía uno de los tipos arancelarios promedio más altos del mundo sobre las importaciones de manufacturas. Según Paul Bairoch, Estados Unidos fue «la patria y el bastión del proteccionismo moderno» durante este período.
Muchos intelectuales y políticos estadounidenses durante el período de recuperación del país sintieron que la teoría del libre comercio defendida por los economistas clásicos británicos no era adecuada para su país. Argumentaron que el país debería desarrollar industrias manufactureras y utilizar la protección y los subsidios gubernamentales para este propósito, como lo había hecho Gran Bretaña antes que ellos. Muchos de los grandes economistas estadounidenses de la época, hasta el último cuarto del siglo XIX, fueron firmes defensores de la protección industrial: Daniel Raymond, que influyó en Friedrich List, Mathew Carey y su hijo Henry, que fue uno de los asesores económicos de Abraham Lincoln. El líder intelectual de este movimiento fue Alexander Hamilton, el primer Secretario del Tesoro de los Estados Unidos (1789-1795). Por tanto, Estados Unidos protegió su industria en contra de la teoría de la ventaja comparativa de David Ricardo. Siguieron una política proteccionista desde principios del siglo XIX hasta mediados del siglo XX, después de la Segunda Guerra Mundial.
En el Informe sobre las manufacturas (Report on Manufactures), considerado el primer texto que expresa la teoría proteccionista moderna, Alexander Hamilton argumentó que si un país deseaba desarrollar una nueva actividad en su territorio, tendría que protegerlo temporalmente. Según él, esta protección contra los productores extranjeros podría adoptar la forma de derechos de importación o, en casos excepcionales, de prohibición de las importaciones. Pidió barreras aduaneras para permitir el desarrollo industrial estadounidense y ayudar a proteger las industrias nacientes, incluidas recompensas (subsidios) derivadas en parte de esos aranceles. También creía que los derechos sobre las materias primas deberían ser en general bajos. Hamilton argumentó que a pesar de un «aumento de precio» inicial causado por regulaciones que controlan la competencia extranjera, una vez que una «fabricación nacional ha alcanzado la perfección... invariablemente se vuelve más barata». Creía que la independencia política se basaba en la independencia económica. El suministro interno de productos manufacturados, en particular materiales de guerra, se consideraba una cuestión de seguridad nacional y temía que la política de Gran Bretaña hacia las colonias condenara a Estados Unidos a ser únicamente productores de productos agrícolas y materias primas.
Inicialmente, Gran Bretaña no quería industrializar las colonias americanas y aplicó políticas en ese sentido (por ejemplo, prohibiendo las actividades manufactureras de alto valor agregado). Bajo el dominio británico, a Estados Unidos se le negó el uso de aranceles para proteger sus nuevas industrias. Esto explica por qué, después de la independencia, la Ley Arancelaria de 1789 fue el segundo proyecto de ley de la República firmado por el presidente Washington que permitía al Congreso imponer un arancel fijo del 5 % a todas las importaciones, con algunas excepciones.
El Congreso aprobó una ley arancelaria (1789) que imponía un arancel fijo del 5 % a todas las importaciones. Entre 1792 y la guerra con Gran Bretaña en 1812, el nivel arancelario medio se mantuvo en torno al 12.5 %. En 1812 todos los aranceles se duplicaron hasta una media del 25 % para hacer frente al aumento del gasto público debido a la guerra. En 1816 se produjo un cambio significativo de política, cuando se introdujo una nueva ley para mantener el nivel arancelario cercano al nivel de tiempos de guerra; estaban especialmente protegidos los productos de algodón, lana y hierro. Los intereses industriales estadounidenses que habían florecido gracias al arancel presionaron para mantenerlo y lo elevaron al 35 % en 1816. El público lo aprobó, y en 1820, el arancel promedio de Estados Unidos llegó al 40 %.